# Kimi Merk
Kimi Björn Merk (russisch Кими Бьорн Мерк; * 6. Juli 2004 in Pirmasens) ist ein kirgisisch-deutscher Fußballspieler. Er steht seit 2025 beim kirgisischen Erstligisten FK Dordoi Bischkek unter Vertrag und ist seit 2023 kirgisischer Nationalspieler.

## Karriere

### Verein
Der Mittelfeldakteur stammt aus der Jugend des FK Pirmasens und wechselte von dort 2012 in das Nachwuchsleistungszentrum des 1. FC Kaiserslautern. Im Sommer 2023 verließ er den Verein wieder und ging weiter zum usbekischen Erstligisten Paxtakor Taschkent. Dort gewann er am Ende der Saison 2023 die nationale Meisterschaft und kam auch zu seinen ersten beiden Einsätzen in der AFC Champions League. Im März 2025 wechselte er zu FK Dordoi Bischkek in die kirgisische Top Liga.

### Nationalmannschaft
2023 absolvierte Merk jeweils drei Partien für die kirgisische U-20- bzw. U-23-Auswahl. Am 12. Oktober 2023 debütierte er dann auch für die kirgisische A-Nationalmannschaft bei einem Testspiel in Bahrain. Bei der 0:2-Niederlage im Al Muharraq Stadium spielte Merk von Beginn an und wurde in der 82. Minute für Amir Japarov ausgewechselt. Im Januar 2024 gehörte er auch zum endgültigen Kader der Auswahl für die Asienmeisterschaft in Katar und bestritt dort zwei Partien. Am 26. März 2024 erzielte Merk dann im WM-Qualifikationsspiel gegen Chinese Taipeh (5:1) seinen ersten Treffer für die Auswahl.

## Erfolge
Paxtakor Taschkent
- Usbekischer Meister: 2023

## Sonstiges
Merks Vater stammt aus Kirgistan, wo sich die Spielberechtigung für dieses Land herleitet. Sein älterer Bruder Kai Merk (* 1998) ist ebenfalls kirgisischer A-Nationalspieler und steht beim luxemburgischen Erstligisten F91 Düdelingen unter Vertrag.